# Tlalamayocan
Tlalamayocan är en ort i Mexiko.   Den ligger i kommunen Tetela del Volcán och delstaten Morelos, i den sydöstra delen av landet, 70 km sydost om huvudstaden Mexico City. Tlalamayocan ligger 2 220 meter över havet och antalet invånare är 108.
Terrängen runt Tlalamayocan är bergig. Runt Tlalamayocan är det ganska tätbefolkat, med 80 invånare per kvadratkilometer. Närmaste större samhälle är Ozumba de Alzate, 18,4 km nordväst om Tlalamayocan. I omgivningarna runt Tlalamayocan växer huvudsakligen savannskog.